# Trzebież
Trzebież je selo u Poljskoj, u Zapadnopomeranskom vojvodstvu, na ušću rijeke Odre, koji se zove Szczecinska laguna. Rewal se nalazi oko 10 km sjeverno od grada Polica a oko 25 km od grada Szczecina. Selo ima oko 2500 stanovnika i povijesnu crkvu, luku i plažu. Prvi put spominje se 1280. godine.

## Vanjske poveznice
|  | Zajednički poslužitelj ima još gradiva o temi Trzebież |

- Turizam  Arhivirana inačica izvorne stranice od 2. srpnja 2017. (Wayback Machine) (polj.)